# Dante Carniel
Dante Carniel (Trieste, 1890-Trieste, 1958) fue un deportista italiano que compitió en esgrima, especialista en la modalidad de florete. Ganó una medalla de oro en el Campeonato Mundial de Esgrima de 1929, en la prueba por equipos.

## Palmarés internacional
| Campeonato Mundial | Campeonato Mundial | Campeonato Mundial | Campeonato Mundial  |
| Año                | Lugar              | Medalla            | Prueba              |
| ------------------ | ------------------ | ------------------ | ------------------- |
| 1929               | Nápoles (Italia)   | Medalla de oro     | Florete por equipos |